# Magnus Warming
Magnus Warming (Nykøbing Falster, 8 giugno 2000) è un calciatore danese, attaccante del Lyngby.

## Caratteristiche tecniche
È un attaccante esterno sinistro di piede destro, può giocare anche da centravanti.

## Carriera

### Club
Cresciuto nel settore giovanile del Brøndby, debutta in prima squadra il 21 maggio 2017 giocando il match di Superligaen perso 3-0 contro il SønderjyskE; nel gennaio 2019 viene ceduto in prestito al Nykøbing, trasferimento esteso anche per i primi sei mesi della stagione seguente. Nel gennaio 2020 viene ceduto a titolo definitivo al Lyngby.
Il 9 luglio 2021 viene acquistato dal Torino. Esordisce con i granata (oltreché in Serie A) il 17 ottobre seguente nella sconfitta per 1-0 contro il Napoli.
Il 15 giugno 2022 passa al Darmstadt in prestito.
Il 20 luglio 2023 viene ceduto a titolo definitivo al Brann.

### Nazionale
Ha giocato nelle nazionali giovanili danesi Under-18, Under-20 ed Under-21.

## Statistiche

### Presenze e reti nei club
Statistiche aggiornate al 11 marzo 2023.
| Stagione        | Squadra         | Campionato      | Campionato | Campionato | Coppe nazionali | Coppe nazionali | Coppe nazionali | Coppe continentali | Coppe continentali | Coppe continentali | Altre coppe | Altre coppe | Altre coppe | Totale | Totale | Totale |
| Stagione        | Squadra         | Comp            | Pres       | Reti       | Comp            | Pres            | Reti            | Comp               | Pres               | Reti               | Comp        | Pres        | Reti        | Pres   | Reti   |        |
| --------------- | --------------- | --------------- | ---------- | ---------- | --------------- | --------------- | --------------- | ------------------ | ------------------ | ------------------ | ----------- | ----------- | ----------- | ------ | ------ | ------ |
| 2016-2017       | Brøndby         | SL              | 1          | 0          | CD              | 0               | 0               | -                  | -                  | -                  | -           | -           | -           | 1      | 0      |        |
| 2017-2018       | Brøndby         | SL              | 0          | 0          | CD              | 0               | 0               | -                  | -                  | -                  | -           | -           | -           | 0      | 0      |        |
| Totale Brøndby  | Totale Brøndby  | Totale Brøndby  | 1          | 0          |                 | 0               | 0               |                    | -                  | -                  |             | -           | -           | 1      | 0      |        |
| 2018-2019       | Nykøbing        | 1D              | 9          | 1          | CD              | 0               | 0               | -                  | -                  | -                  | -           | -           | -           | 9      | 1      |        |
| 2019-2020       | Nykøbing        | 1D              | 8          | 4          | CD              | 0               | 0               | -                  | -                  | -                  | -           | -           | -           | 8      | 4      |        |
| Totale Nykøbing | Totale Nykøbing | Totale Nykøbing | 17         | 5          |                 | 0               | 0               |                    | -                  | -                  |             | -           | -           | 17     | 5      |        |
| 2019-2020       | Lyngby          | SL              | 9          | 2          | CD              | 0               | 0               | -                  | -                  | -                  | -           | -           | -           | 9      | 2      |        |
| 2020-2021       | Lyngby          | SL              | 30         | 4          | CD              | 1               | 2               | -                  | -                  | -                  | -           | -           | -           | 31     | 6      |        |
| Totale Lyngby   | Totale Lyngby   | Totale Lyngby   | 39         | 6          |                 | 1               | 2               |                    | -                  | -                  |             | -           | -           | 40     | 8      |        |
| 2021-2022       | Torino          | A               | 4          | 0          | CI              | 1               | 0               | -                  | -                  | -                  | -           | -           | -           | 5      | 0      |        |
| 2022-2023       | Darmstadt       | 2L              | 18         | 0          | CG              | 1               | 1               | -                  | -                  | -                  | -           | -           | -           | 19     | 1      |        |
| Totale carriera | Totale carriera | Totale carriera | 79         | 11         |                 | 3               | 3               |                    | -                  | -                  |             | -           | -           | 84     | 14     |        |